# 신딕
신딕(영어: The Syndic)은 키릴 M. 콘블루스의 1953년작 SF 장편소설이다.
한국어로는 2013년 불새 과학소설 걸작선 총서 제5권으로 번역되었다.

## 줄거리
미래의 북미대륙은 신딕(Syndic, 신디케이트)과 모브(Mob, 마피아)라는 양대 범죄조직이 양분하며 지배하고 있다. 신딕은 이스트코스트를, 모브는 시카고를 근거지로 삼으며, 미국 연방정부는 북대서양의 섬(아이슬란드, 아일랜드)으로 쫓겨났다. 세계의 다른 곳들은 문명이 붕괴해서 농경사회 내지 부족사회로 쇠퇴했다.
신딕 영토에서는 제 때 보호비만 납부하면 평온한 일상이 유지된다. 이 사회는 성에 대해서도 개방적이며, 혼외 간음과 일부다처, 일처다부도 용납된다. (다만 남성 동성애는 용납되지 않으며, 여성 동성애는 언급도 되지 않는다)
주인공 찰스 오르시노(Charles Orsino)는 신딕의 하급 조직원으로, 뉴욕에서 보호비를 수금하는 것이 업무다. 암살미수 사건에 휘말린 찰스는 신딕 고위층 지도자들의 모임에 불려간다. 지도자들은 이 암살미수 사건이 망명정부 신세가 된 미국 연방정부의 소행인 것으로 의심한다. 찰스는 진상을 캐내기 위해 연방정부에 침투하는 요원이 되고, 거짓말 탐지기를 속이기 위해 최면을 받아 가짜 인격을 만든다. 찰스는 아일랜드 해안에 위치한 연방정부의 해군기지에 도착하고, 아일랜드 섬의 연방정부 영토가 아닌 곳도 다녀본다. 정부령이 아닌 곳은  진짜 텔레파시 능력자인 여사제가 다스리는 부족사회다. 잉글랜드 역시 부족사회이며 아일랜드보다 더 허약하다고 언급된다.
아일랜드를 탈출해 뉴욕으로 돌아오던 길에 찰스는 모브 영토를 방문한다. 모브령은 신딕령에 비해 훨씬 무질서하고 해이해져 있었다. 귀환한 찰스는 신딕 지도부에 신딕이 외부의 위협으로부터 스스로를 보호할 수 있는, 하나의 정부가 되어야 한다고 제안한다. 하지만 찰스를 요원으로 파견한 신딕 고위층 테일러는 신딕에 그런 조치가 필요한 지경이 되었다면 이미 신딕의 정신은 죽은 것이라며 찰스의 제안을 기각한다.

## 비평
『SF 백과사전』에서는 이 작품이 콘블루스의 다른 작품에 비해 “결함작”으로 잘못 평가받아 왔으며, 작중의 신딕 지배구조가 “효과적이며 심지어 예언적”이라고 평가했다.
이 작품의 아나르코자본주의 내지 농본주의 탐구는 자유지상주의자들 사이에 인기를 얻었다. 또한 마피아 국가(mafia state), 마피아 체제(mafianism)라는 미답의 영역을 탐구했으며 심지어 긍정적으로 묘사했다. 아고라주의를 제창한 정치철학자 새뮤얼 에드워드 콘킨 3세는 이 작품에 영향을 받았으며, 이 작품이 과소평가된 고전명작이라고 평했다.
1986년 프로메테우스상 명예의 전당에 헌액되었다.